# فرانك د. سيليبريز الأول
فرانك د. سيليبريز الأول (بالإنجليزية: Frank D. Celebrezze I)‏ هو محامي وقاضي أمريكي، ولد في 12 مايو 1899، وتوفي في 21 أغسطس 1953.